# Campakawarna (Campaka Mulya)
Campakawarna is een bestuurslaag in het regentschap Cianjur van de provincie West-Java, Indonesië. Campakawarna telt 5316 inwoners (volkstelling 2010).